# Tricontinentale

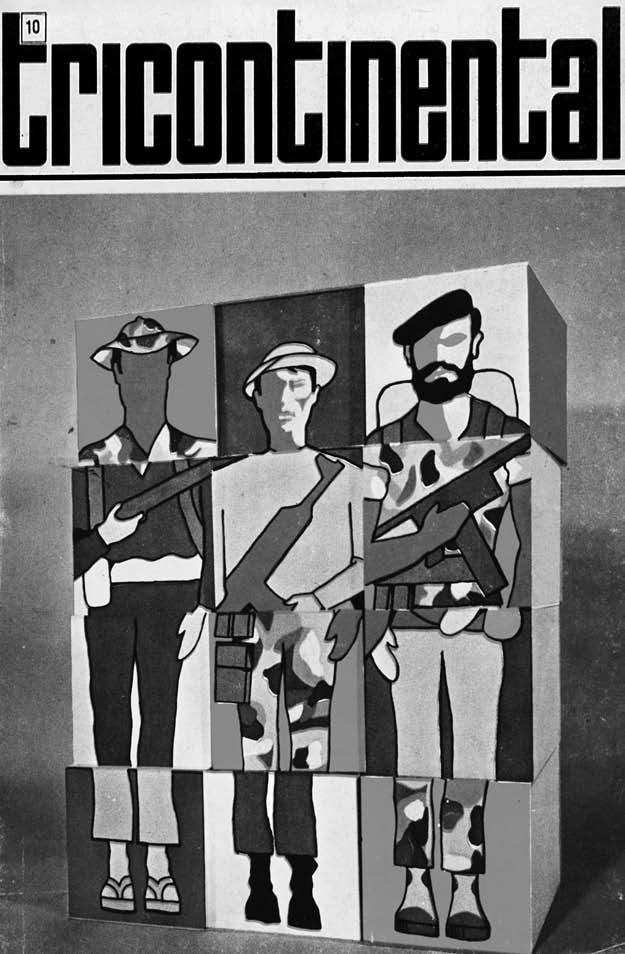
Couverture numéro 10 de Tricontinental

Tricontinentale est un magazine fondé lors de la Conférence tricontinentale de 1966, que publie actuellement l'organisation cubaine OSPAAAL.
Interrompue un temps, la publication a repris en 1995.
87 pays reçoivent Tricontinentale. 100 000 personnes lisent ce magazine[Quand ?], pour la plupart des étudiants[réf. nécessaire].